# El Mezquitillo
El Mezquitillo es una localidad del estado mexicano de Guanajuato. Es parte del municipio de San Francisco del Rincón.

## Demografía
| Gráfica de evolución demográfica |
|                                  |

| Censo | Población |
| ----- | --------- |
| 1940  | 93        |
| 1950  | 572       |
| 1960  | 715       |
| 1970  | 438       |
| 1980  | 648       |
| 1990  | 991       |
| 2000  | 1 283     |
| 2010  | 1 512     |
| 2020  | 2 022     |